# Pelagia Dąbrowska
Pelagia Dąbrowska ze Zgliczyńskich (ur. 9 września 1843 w Dubience, zm. 11 lutego 1909 w Krakowie) – polska nauczycielka, łączniczka w czasie powstania styczniowego, zesłana na Syberię, uczestniczka Komuny Paryskiej, żona Jarosława Dąbrowskiego, pamiętnikarka.

## Życiorys

### Rodzina
Przyszła na świat jako córka Michała i Pelagii z Piotrowskich małżonków Zgliczyńskich herbu Pobóg. Matka zmarła przy porodzie. Pelagia została ochrzczona 14 lipca 1844 w kościele św. Jana w Lublinie. Ojciec był wówczas dziedzicem wsi Policzyzna.

### Okres przedpowstańczy i powstanie styczniowe
Wychowywała się na wsi, we Skomorochach. Wyjechała do Warszawy i zamieszkała u sióstr matki: Ignacji, Walerii i Stefanii Piotrowskich przy Placu Saskim. W 1861 brała udział w manifestacjach patriotycznych po masakrach w Warszawie, współorganizowała manifestację jedności w rocznicę unii w Horodle. Zainspirowała uczennice pensji Teresy Brzezińskiej, w której się uczyła, do zdawania egzaminów w żałobnych sukniach zamiast w szkolnych mundurkach, by wyrazić poparcie dla ofiar masakry w Warszawie. Nie miało to wpływu na wynik egzaminu nauczycielskiego – Zgliczyńska zdała go. 
Ciotki prowadziły salon towarzyski, w którym spotykali się przyszli powstańcy. Na jednym z przyjęć Pelagia poznała Jarosława Dąbrowskiego. Została jego łączniczką. By mógł bywać w domu, gdzie spotykali się planujący insurekcję, podawał za jej krewnego (którym w rzeczywistości był). Później Jarosław i Pelagia udawali narzeczeństwo, ale szybko połączyło ich uczucie. W 1862 zaręczyli się. Dąbrowski był dla Zgliczyńskiej mentorem, od niego uczyła się pracy w konspiracji. 
Gdy 14 sierpnia 1862 Dąbrowski został aresztowany, Pelagia odwiedzała go w więzieniu. Było to możliwe dzięki zgodzie przychylnego Dąbrowskiemu generała księcia Dawida O. Bebutowa. Później Pelagia wystarała się o protekcję żony pułk. Gustawa Bergmanna, którego matką była krewną Jarosława Dąbrowskiego. Dzięki znajomości z policmajstrem znała szczegóły sprawy narzeczonego. Korzystając z gadulstwa Bergmanna, ostrzegała zagrożonych rewizją lub aresztowaniem konspiratorów. Wraz z ciotkami Pelagia przemycała rozkazy Dąbrowskiego (karteczki wymieniane w więzieniu podczas widzeń), była jego łączniczką z Komitetem Centralnym Narodowym oraz Komitetem Wojskowym Oficerów Polaków i Rosjan, a później z powstańczym Rządem Narodowym. Dostarczała uwięzionym rewolwery i narzędzia przydatne do ucieczki. Później Dąbrowscy opracowali system kodów: Jarosław nakłuwał litery w książkach, które przynosiła mu Pelagia, a liczba sztuk bielizny, które oddawał jej do prania, wskazywała numer strony w książce, na której ukryta była wiadomość. Zgliczyńska należała do konspiracyjnej organizacji kobiet, tzw. piątek, które opiekowały się więźniami politycznymi i ich rodzinami, osoby wywożone na Syberię zaopatrywały w pieniądze i odzież, wyjednywały widzenia dla rodzin uwięzionych itp.. Za pośrednictwem narzeczonego Pelagia skontaktowała się z organizacją oficerów rosyjskich stacjonujących w Królestwie Polskim. Współorganizowała ucieczkę Andrija Potebni po jego zamachu na namiestnika Królestwa Polskiego Aleksandra Lüdersa w odpowiedzi za znęcanie się nad zatrzymanymi konspiratorami, ukrywała zamachowca w swoim mieszkaniu.
Dąbrowskiemu nie udało się doprowadzić do ucieczki uwięzionych w Cytadeli. Został zdradzony i cudem uniknął śmierci. Dwa dni przed rozstrzelaniem Pelagii zezwolono na ślub ze skazańcem. Małżeństwo zawarli 5 kwietnia 1864 w sali sądu wojennego w X Pawilonu Cytadeli Warszawskiej, ale zapisu dokonano w kościele św. Krzyża w Warszawie. Ślub wpłynął na zmianę wyroku śmierci na katorgę.

### Wygnanie i emigracja
Niebawem Pelagia została aresztowana z powodu zeznań gospodyni, u której wynajmowała mieszkanie. Gospodyni, sama wcześniej aresztowana, doniosła śledczym, że Dąbrowska w sofie trzyma pisma, druki rewolucyjne i broń. Przed rewizją Dąbrowska zamknęła się w pokoju i spaliła papiery, a rewolwery wywiozła i przekazała powstańcom. Po dwóch tygodniach została zaaresztowana i na 6 tygodni uwięziona w Pawiaku. Od drugiej połowy maja 1864 w X Pawilonie Cytadeli. W więzieniu dwa razy widziała się z mężem, który zdradził jej plan swojej ucieczki z Syberii. Zgliczyńska miała trafić do guberni archangielskiej, ale kierunek zmieniono na Ardatow w guberni niżnonowogrodzkiej, gdzie od kilku miesięcy przebywały jej ciotki. Na zesłanie trafiła w czerwcu 1864. Spędzała tam czas przy robocie, czytaniu lub wzajemnych odwiedzinach. Dąbrowski rozpoczął podróż na zesłanie 19 listopada 1864. W grudniu uciekł z katorgi. Przebywając w Petersburgu, korespondował z żoną przez Paryż, a następnie w maju 1865 pomógł jej wydostać się z Ardatowa. Pelagia przebrała się za kolonistkę niemiecką, co tłumaczyło jej słabą znajomość języka rosyjskiego, i uciekła w towarzystwie Włodzimierza Ozierowa – rosyjskiego rewolucjonisty, który przyjaźnił się z Polakami, w tym z Dąbrowskim. Małżonkowie przez Petersburg, Kronsztad i Kopenhagę dotarli do Sztokholmu. W czasie podróży Pelagia używała nazwiska Paulina Durand. Dąbrowski podtrzymywał plotki na temat ucieczki żony z zesłania, publikując listy w prasie, chroniąc przyjaciół Rosjan i myląc śledczych. W sierpniu 1865, przez Kilonię, Hamburg, Berlin, Drezno i Genewę, małżonkowie dotarli do Paryża. Zamieszkali w wynajętym mieszkaniu przy rue Fosses St.-Jacąues 20.
Pelagia przebywała w Paryżu do 1871. Brała czynny udział w Komunie Paryskiej. Na początku maja Dąbrowski odesłał ją pociągiem Czerwonego Krzyża do Londynu. Zabrała dwóch synów (Piotra Sławomira [1866–1920] i Wacława), z trzecim, Jarosławem, była w ciąży. Starszy syn Bolesław przypuszczalnie zmarł jako dziecko. Wzięła ze sobą 300 tysięcy franków, które Komuna Paryska ofiarowała Dąbrowskiemu jaka zabezpieczenia bytu żony i synów. Tydzień później Dąbrowski zginął. Wdową zaopiekował się szwagier, Teofil Dąbrowski. Nie przyjęła propozycji zbiórki pieniężnej, którą zaproponowała Międzynarodówka. Publicznie broniła dobrego imienia męża, gdy był krytykowany za udział i decyzje podjęte w czasie Komuny Paryskiej.
Spisała pamiętnik z czasów powstania styczniowego, zesłania i emigracji, którego narracja urywa się na roku 1865.

### Powrót do kraju
W połowie października 1872 Pelagia wyjechała z Londynu w towarzystwie kuzyna Karola Świdzińskiego. W Dreźnie zatrzymała się u wuja męża, Piotra Falkenhagen-Zaleskiego. Pomógł jej finansowo, przekazał środki na utrzymanie synów. Prawdopodobnie wówczas Piotr i Maria Falkenhagen-Zalescy zajęli się wychowaniem dwóch najstarszych synów Dąbrowskich. Około początku 1873 pojechała do Jasła, gdzie była nauczycielką języka francuskiego i, według Jerzego Zdrady, osobą powszechnie znaną i szanowaną. Powodem wyjazdu były problemy w komunikacji z Falkenhagen-Zaleskimi, szczególnie z Piotrem, który nie chciał, by synowie Dąbrowskich pielęgnowali pamięć o ojcu rewolucjoniście. Maria Falkenhagen-Zaleska, przywiązawszy się do młodych Dąbrowskich, broniła matce dostępu do synów. W 1880 Dąbrowska przeprowadziła się do Krakowa. Od października tego roku mieszkała z Falkenhagen-Zaleskimi, którzy na stałe przybyli do miasta. Skontaktowali Dąbrowską z miejscowymi konserwatystami. 
W Krakowie pracowała jako nauczycielka języka francuskiego w szkole felicjanek przy kościele św. Andrzeja, potem w kilku prywatnych szkołach i pensjach, m.in. na pensji u Serwatowskiej i Karoliny Krynickiej. Była gospodynią (ochmistrzynią) gimnazjum żeńskiego otwartego przy ul. Wolskiej. W 1896 założył je Bronisław Trzaskowski jako pierwszą żeńską szkołę średnią w Galicji, a trzecią – po Pradze (1891) i Wiedniu (1893) – w Austro-Węgrzech. Szkoła powstała z inicjatywy Kazimiery Bujwidowej. Dąbrowska uczyła tu francuskiego. Bywa, że wskazuje się tylko na jej funkcję ochmistrzyni. 
W 1902 z powodu różnicy poglądów na wychowanie religijne dziewcząt (była konserwatystką, podobnie jak Trzaskowski; stali w opozycji do Odona Bujwida, który przewodniczył grupie liberałów) Dąbrowska zrezygnowała z pracy. Przeniosła się do żeńskiego gimnazjum im. Królowej Jadwigi w Pałacu Spiskim przy Rynku Głównym nr 34, w którym uczyła i była ochmistrzynią. Mieszkała na piętrze budynku, na parterze znajdowała się szkoła. Pod koniec życia była dyrektorką tej placówki. 
Przyjaźniła się z Heleną Modrzejewską. Należała do wielu stowarzyszeń działających w Krakowie. 
Została pochowana na cmentarzu Rakowickim (pierwotnie w kwaterze D, od 1911 w pasie 40).

## Upamiętnienie
W Teatrze Polskiego Radia 27 października 1974 miała miejsce premiera przedstawienia W burzy Władysława Terleckiego. Rolę Pelagii Zgliczyńskiej zagrała Maria Ciesielska.
Z okazji 60-lecia XXXVII Liceum Ogólnokształcącego im. Jarosława Dąbrowskiego w Warszawie, 18 listopada 2011, szkolny Teatr Nie-Na-Żarty odegrał spektakl o życiu patrona. W rolę Zgliczyńskiej wcieliła się uczennica Agnieszka Kurzewska.

## Pelagia Dąbrowska w filmie
W 1975 powstał film Jarosław Dąbrowski (reż. Bohdan Poręba). W roli Pelagii wystąpiła Małgorzata Potocka, wyróżniona Nagrodą im. Zbyszka Cybulskiego.